# Schoofs-Nunatak
Der Schoofs-Nunatak ist ein rund 1500 m hoher und isolierter Nunatak im Palmerland auf der Antarktischen Halbinsel. Er ragt 30 km westsüdwestlich des Mount Barkow aus dem ansonsten strukturlosen Eisschild westlich der Kopfenden des Meinardus- und des Haines-Gletschers auf.
Der United States Geological Survey kartierte ihn anhand eigener Vermessungen und Luftaufnahmen der United States Navy aus den Jahren von 1961 bis 1967. Das Advisory Committee on Antarctic Names benannte ihn im Jahr 1968 nach dem Strahlenforscher Gerald J. Schoofs, der von 1965 bis 1966 auf der Byrd-Station tätig war.